# Puerto Jiménez
Puerto Jiménez is een dorp (villa) en deelgemeente (distrito) in Costa Rica die gelegen is op het schiereiland Osa in de gemeente Golfito in de provincie Puntarenas. 
Het ligt nabij Nationaal park Corcovado en is bereikbaar via het Puerto Jiménez Airport. De plaats is bekend vanwege de goudwinning en houtkap in de jaren 1960.